# Симфонія № 7 (Шостакович)
Симфо́нія № 7 до мажор, тв. 60, «Ленінградська» (рос. «Ленинградская») — симфонія Дмитра Дмитровича Шостаковича, одна з найвідоміших симфонічних творів XX століття.
Створювалась композитором в 1941–1942 роках. Перші три частини написані в Ленінграді (закінчені в серпні 1941 року), в жовтні 1941 композитора з сім’єю евакуювали, що очевидно врятувало йому життя. Фінал симфонії, завершений у лютому 1942 року, композитор дописував у Куйбишеві. Уперше виконана в березні 1942 року в місті Куйбишеві, а 9 серпня 1942 року твір прозвучав у блокадному Ленінграді, диригував Карл Ілліч Еліасберг.
Пізніше туристи з НДР зізнавались Еліасбергу, що 

| "Тоді, 9 серпня 1942 року, ми зрозуміли, що програємо війну. Ми відчули вашу силу, здатну перебороти голод, страх і навіть смерть..."[2] |
Симфонія складається з 4-х частин загальною тривалістю близько 1 години 15 хвилин.
1. Allegretto
2. Moderato (poco allegretto)
3. Adagio
4. Allegro non troppo

Склад оркестру потрійний із включенням 6 труб, 6 тромбонів та 8 валторн (роздріблені на дві секції).
Ця симфонія особливо відома так званим «епізодом нашестя» з 1-ї частини, в якому 18-тактова маршова тема, акомпонована повторюваним ритмом малого барабана проходить 12 разів, з кожним разом все більш динамічно. Структурно цей епізод, що триває близько 11 хвилин, заміщає розробку сонатної форми, а за засобами розвитку нагадує «Болеро» М. Равеля.
Традиційно цей марш розглядають як образ німецького нашестя, тоді як головна й побічна асоціювались з образом «радянського народу». Водночас пізніші дослідники звернули увагу на схожість головної теми та «теми нашестя», яка починається як ракохід першої теми. 